# Múscul serrat menor posterior i inferior
El múscul serrat menor posterior i inferior (musculus serratus posterior inferior) és un dels tres músculs serrats del tronc. És un múscul que està situat a la part inferior del dors. S'estén des de la columna vertebral fins a les quatre darreres costelles. En rares ocasions, pot arribar fins al còccix, però això se succeeix en casos poc habituals. Té relació amb el múscul serrat menor posterior i superior que es troba més amunt.
S'origina en l'apòfisi espinosa de l'última vèrtebra dorsal i en la de les tres primeres vèrtebres lumbars i en els lligaments interespinosos corresponents. Es dirigeix cap amunt i cap a fora, i es divideix en tres o quatre prolongacions en forma de dit que s'insereixen en la vora inferior i en la cara externa de les tres o quatre últimes costelles.
Està innervat per les branques posteriors del novè al dotzè nervi intercostal.
Amb la seva acció, abat les quatre últimes costelles i el converteix en un múscul expirador; contribueix en l'expiració forçada. Desplaça les costelles inferiors cap enrere i cap avall per ajudar en la rotació i l'extensió del tronc. Té un paper important actuant conjuntament amb el múscul dorsal ample, fent una funció protectora de les costelles.

## Imatges

Posició del serrat menor posterior i inferior (en vermell). Animació.
El múscul té l'orgen en les vèrtebres D11 a L2, i s'insereix en la vora inferior de la novena a la 12a costella.
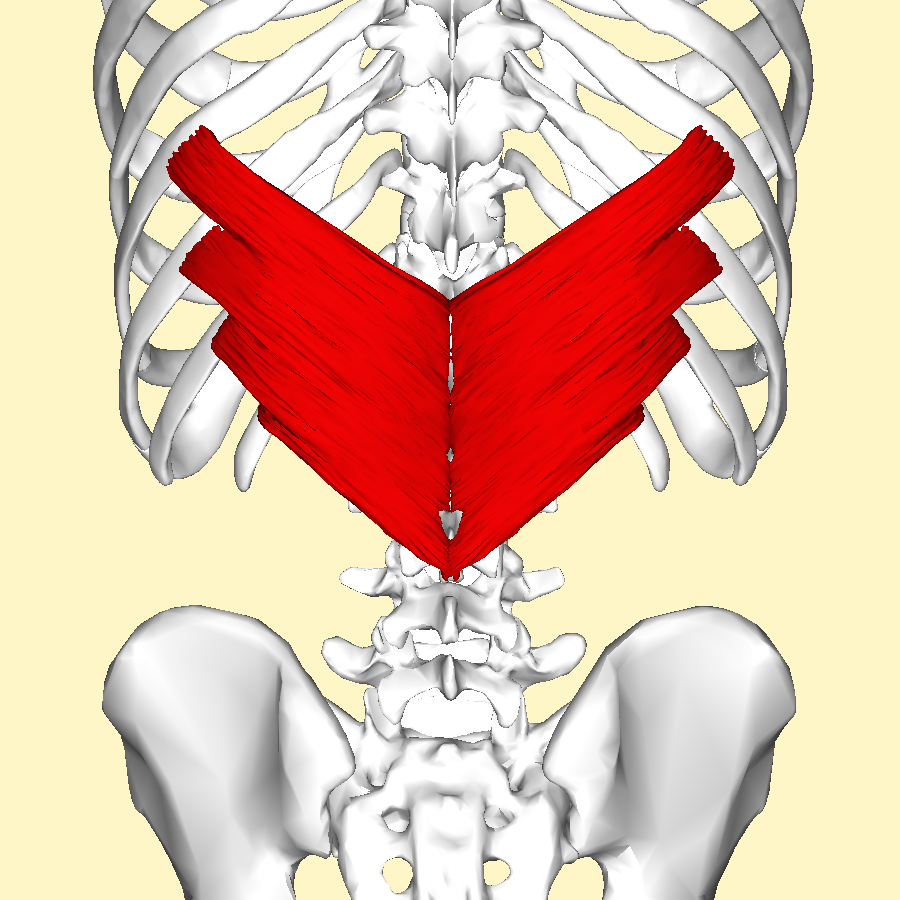
Foto fixa del serrat menor posterior i inferior, en una vista posterior.
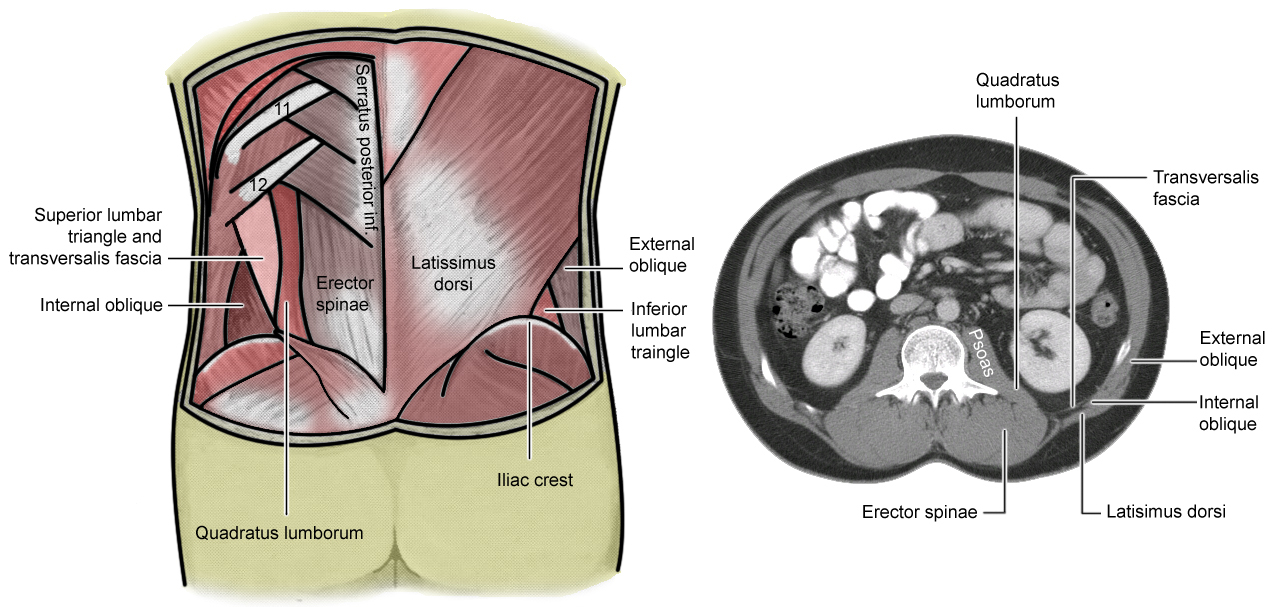
Triangle lumbar.